# Тома Гърков
Тома Костадинов (Динев) Гърков е български революционер, деец на Вътрешната македоно-одринска революционна организация.

## Биография
Тома Гърков е роден през 1888 година в град Енидже Вардар (Па̀зар), тогава в Османската империя, днес в Гърция. По-голям брат е на дееца на македонската емиграция в Швейцария Тръпче (Трифон) Гърков, а баща им Дине Гърков е виден български деец, заради което пострадват сериозно при обезоръжителната акция на младотурците от 1910 година. Дино Гърков е инквизиран от гръцката армия през 1919 година край Радомир заедно с Хариш Божков, Иван Нанов, Михаил Каяфов, Попхристов и други, в следствие на побой пада в безсъзнание и е погребан жив от войниците и оставен да умре в агония. В края на 20-те години на XX век Димитър Гърков, брат на Тома, е арестуван в Енидже Вардар и е осъден на заточение от гръцките власти.
Тома Гърков се присъединява към ВМОРО и действа като легален член на ениджевардарското градско началство. През 1909 година е направен опит да бъде убит от гръцки терористи в Енидже Вардар. Това са Аристид Граматиков и Мице Плакатурата, които раняват в ръката Тома Гърков с револвер, ятакът им Георги Хаджисуков и Плакатурата са заловени, а Граматиков се измъква.